# Joël Gilgen
Joël Philippe Gilgen (* 7. August 1970) ist ein Schweizer Radio- und Fernsehmoderator.

## Leben und Wirken
Joël Gilgen absolvierte eine Lehre als Werbefachmann. Erfahrungen als Radiomoderator machte er bereits als 13-Jähriger beim damaligen Radio Förderband. Sein erstes Interview führte er mit Géraldine Knie. Als freier Mitarbeiter moderierte er während seiner Lehre bei verschiedenen Lokalradios. Ebenso war er als Reporter für diverse Stationen wie beispielsweise für das Radio DRS tätig. Beim Start des Fernsehsenders TeleBärn (1995) wurde er Moderator der Quiz-Sendung «Seva-Game-Show». In den folgenden Jahren arbeitete er für Radio Canal 3, TeleBielingue und für das Schweizer Fernsehen. 1999 kam Gilgen zu TeleZüri (Tele24) als Moderator des Telekommunikations- und Internetmagazins «Update24» und der Datingshow «SMS – Ich liebe Dich». Von Dezember 2001 bis Dezember 2003 war er leitender Redakteur des Trendmagazins «Lifestyle». Als Moderator begleitete er die Street Parade oder die Sendungen «kochen.tv» und «ganzprivat». Von 2003 bis 2009 moderierte er als Nachfolger von Patricia Boser rund 300 Sendungen der Datingshow «SwissDate» auf Tele Züri. Er moderiert heute die Kochsendung «kochen.tv» und die Reality-Sendung «ganzprivat». Beides sind Sendungen, die von diversen Lokalfernsehen der Schweiz ausgestrahlt werden.